# Bétail écorné

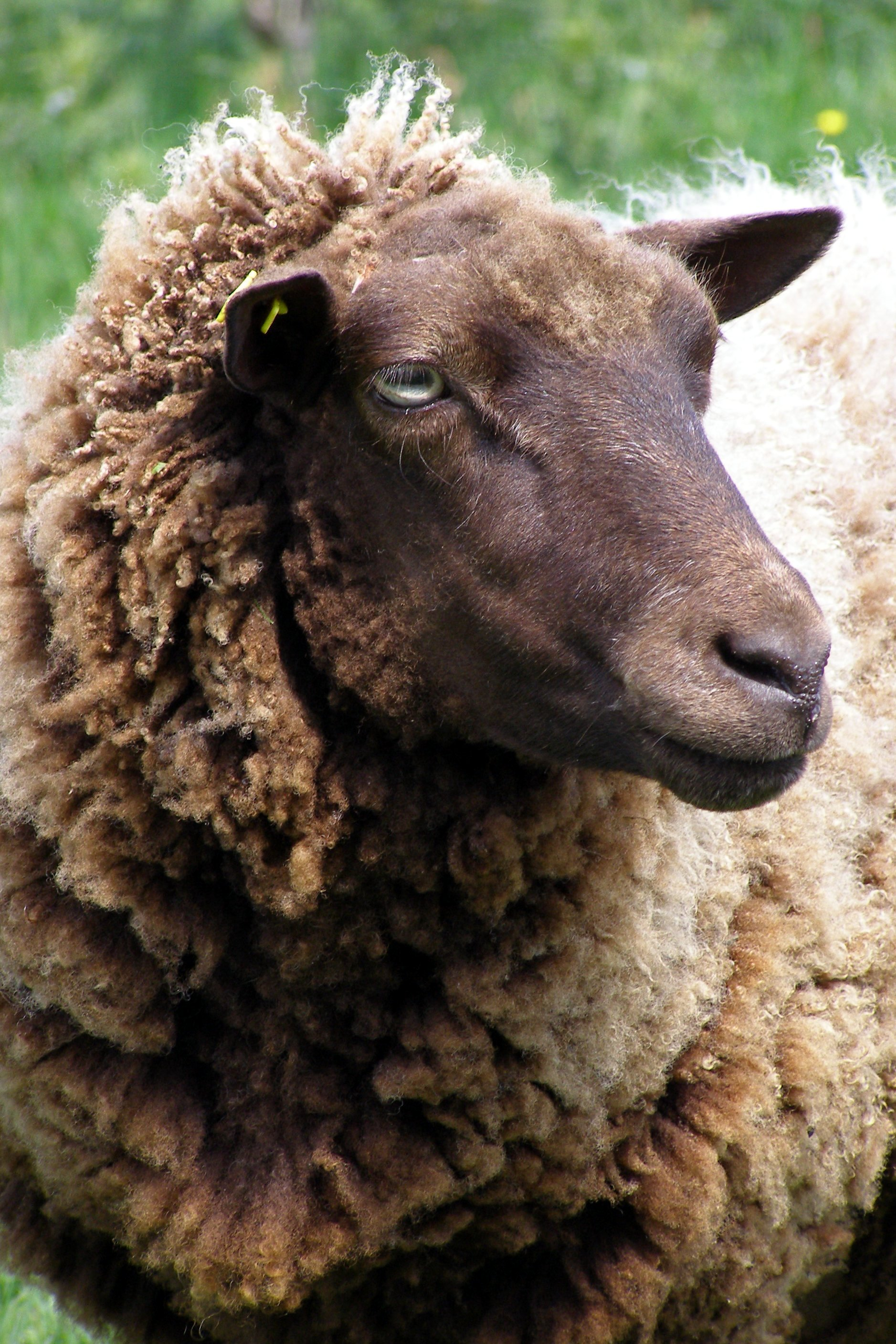
Cette brebis Shetland est naturellement sans cornes.

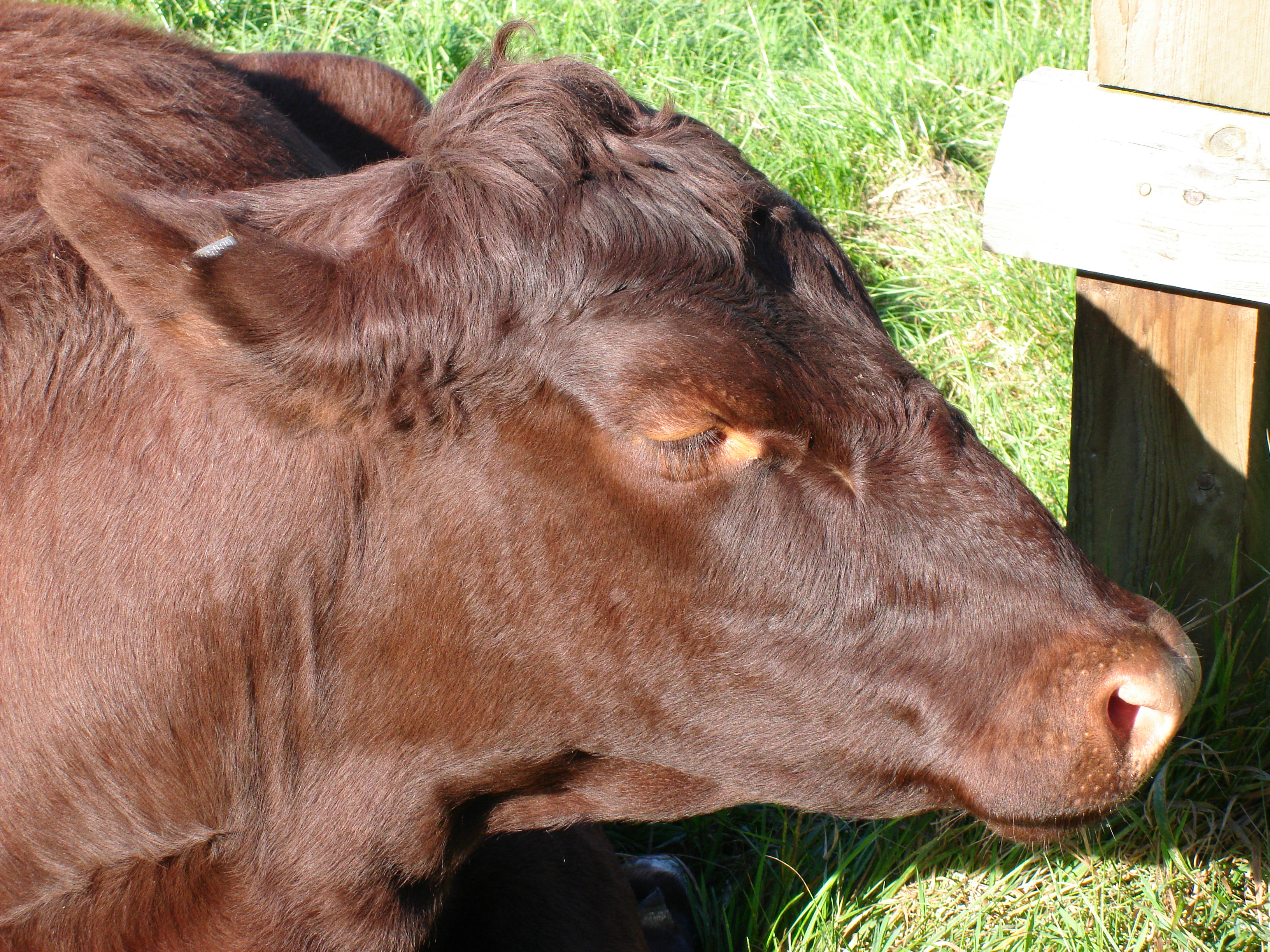
Un taureau Red Poll.

Le bétail écorné  est la part des animaux dépourvus de cornes dans les espèces qui en portent ordinairement, que ce soit par un élevage sélectif ou par écornage. L'écornage existe chez les bovins, les yaks, les buffles d'eau et les chèvres, et chez ces animaux, cela affecte les deux sexes également ; chez les moutons, en revanche, les deux sexes peuvent être avec cornes, tous les deux sans cornes, ou seulement les femelles sont écornées. L'histoire de l'élevage du bétail écorné commence environ 6000 ans av. J.-C..

## Terminologie
Les termes archaïques anglais muley ou mulley  sont parfois utilisés pour désigner le bétail sans cornes dans les chansons traditionnelles, les contes folkloriques et la poésie, et dans le nom de la race bovine irlandaise sans cornes. Muley dérive du gaélique irlandais et écossais maol et du gallois moel .

## Voir également
- Écornage du bétail
- Castration
- Amarrage